# Атлас (зоря)
Атлас, також 27 Тельця та HD23850 (лат. Atlas, 27 Tau) — подвійна зоря, що знаходиться у сузір'ї Тельця у розсіяному скупченні Стожари.
Ця подвійна система має видиму зоряну величину в смузі V приблизно 3,7.
Вона розташована на відстані близько 380,6 світлових років від Сонця.

## Подвійна зоря
Головна зоря цієї системи належить до хімічно пекулярних зір й має спектральний клас B8.
В той же час спектральний клас іншої компоненти залишається  ще не визначеним.

## Пекулярний хімічний вміст
HD23850 належить до Хімічно пекулярних зір з пониженим вмістом гелію 
й в її  зоряній атмосфері спостерігається нестача He у порівнянні з його вмістом в атмосфері Сонця.